# بخش مونرو (شهرستان هنری، اوهایو)
بخش مونرو (به انگلیسی: Monroe Township) یک منطقهٔ مسکونی در ایالات متحده آمریکا است که در شهرستان هنری، اوهایو واقع شده‌است.
 بخش مونرو ۹۴٫۴ کیلومتر مربع مساحت و ۱٬۱۴۲ نفر جمعیت دارد و ۲۰۹ متر بالاتر از سطح دریا واقع شده‌است.